# FA Cup 1906-1907
La FA Cup 1906-1907 fu la trentaseiesima edizione del torneo calcistico più vecchio del mondo. Vinse per la seconda volta il The Wednesday.

## Calendario
| Turno                           | Data                     |
| ------------------------------- | ------------------------ |
| Turno preliminare               | Sabato 22 settembre 1906 |
| Primo turno di qualificazione   | Sabato 6 ottobre 1906    |
| Secondo turno di qualificazione | Sabato 20 ottobre 1906   |
| Terzo turno di qualificazione   | Sabato 3 novembre 1906   |
| Quarto turno di qualificazione  | Sabato 24 novembre 1906  |
| Quinto turno di qualificazione  | Sabato 8 dicembre 1906   |
| Primo turno                     | Sabato 12 gennaio 1907   |
| Secondo turno                   | Sabato 2 febbraio 1907   |
| Terzo turno                     | Sabato 23 febbraio 1907  |
| Quarto turno                    | Sabato 9 marzo 1907      |
| Semifinali                      | Sabato 23 marzo 1907     |
| Finale                          | Sabato 20 aprile 1907    |

## Primo turno
| Numero partita | Squadra locale       | Punteggio | Squadra ospite                | Data            |
| -------------- | -------------------- | --------- | ----------------------------- | --------------- |
| 1              | Bristol City         | 4-1       | Leeds City                    | 12 gennaio 1907 |
| 2              | Burnley              | 1-3       | Aston Villa                   | 12 gennaio 1907 |
| 3              | Liverpool            | 2-1       | Birmingham                    | 12 gennaio 1907 |
| 4              | Southampton          | 2-1       | Watford                       | 12 gennaio 1907 |
| 5              | Notts County         | 1-0       | Preston North End             | 12 gennaio 1907 |
| 6              | Nottingham Forest    | 1-1       | Barnsley                      | 12 gennaio 1907 |
| Ripetizione    | Barnsley             | 2-1       | Nottingham Forest             | 17 gennaio 1907 |
| 7              | Blackburn            | 2-2       | Manchester City               | 12 gennaio 1907 |
| Ripetizione    | Manchester City      | 0-1       | Blackburn                     | 16 gennaio 1907 |
| 8              | Sheffield Wednesday  | 3-2       | Wolverhampton Wanderers       | 12 gennaio 1907 |
| 9              | Bolton Wanderers     | 3-1       | Brighton & Hove Albion        | 12 gennaio 1907 |
| 10             | Grimsby Town         | 1-1       | Woolwich Arsenal              | 12 gennaio 1907 |
| Ripetizione    | Woolwich Arsenal     | 3-0       | Grimsby Town                  | 16 gennaio 1907 |
| 11             | Crewe Alexandra      | 1-1       | Accrington Stanley            | 12 gennaio 1907 |
| Ripetizione    | Accrington Stanley   | 1-0       | Crewe Alexandra               | 16 gennaio 1907 |
| 12             | Middlesbrough        | 4-2       | Northampton Town              | 12 gennaio 1907 |
| 13             | West Bromwich Albion | 1-1       | Stoke                         | 12 gennaio 1907 |
| Ripetizione    | Stoke                | 2-2       | West Bromwich Albion          | 17 gennaio 1907 |
| Ripetizione    | West Bromwich Albion | 2-0       | Stoke                         | 21 gennaio 1907 |
| 14             | Sunderland           | 4-1       | Leicester Fosse               | 12 gennaio 1907 |
| 15             | Derby County         | 1-1       | Chesterfield                  | 12 gennaio 1907 |
| Ripetizione    | Chesterfield         | 1-1       | Derby County                  | 16 gennaio 1907 |
| Ripetizione    | Chesterfield         | 0-4       | Derby County                  | 21 gennaio 1907 |
| 16             | Lincoln City         | 2-2       | Chelsea                       | 12 gennaio 1907 |
| Ripetizione    | Chelsea              | 0-1       | Lincoln City                  | 16 gennaio 1907 |
| 17             | Burslem Port Vale    | 7-1       | Irthlingborough Town          | 12 gennaio 1907 |
| 18             | Gainsborough Trinity | 0-0       | Luton Town                    | 12 gennaio 1907 |
| Ripetizione    | Luton Town           | 2-1       | Gainsborough Trinity          | 16 gennaio 1907 |
| 19             | Everton              | 1-0       | Sheffield United              | 12 gennaio 1907 |
| 20             | Newcastle United     | 0-1       | Crystal Palace                | 12 gennaio 1907 |
| 21             | Tottenham Hotspur    | 0-0       | Hull City                     | 12 gennaio 1907 |
| Ripetizione    | Hull City            | 0-0       | Tottenham Hotspur             | 17 gennaio 1907 |
| Ripetizione    | Tottenham Hotspur    | 1-0       | Hull City                     | 21 gennaio 1907 |
| 22             | Oxford City          | 0-3       | Bury                          | 12 gennaio 1907 |
| 23             | Fulham               | 0-0       | Stockport County              | 12 gennaio 1907 |
| Ripetizione    | Fulham               | 2-1       | Stockport County              | 16 gennaio 1907 |
| 24             | Brentford            | 2-1       | Glossop                       | 12 gennaio 1907 |
| 25             | Bristol Rovers       | 0-0       | Queens Park Rangers           | 12 gennaio 1907 |
| Ripetizione    | Queens Park Rangers  | 0-1       | Bristol Rovers                | 14 gennaio 1907 |
| 26             | Portsmouth           | 2-2       | Manchester United             | 12 gennaio 1907 |
| Ripetizione    | Manchester United    | 1-2       | Portsmouth                    | 16 gennaio 1907 |
| 27             | West Ham United      | 2-1       | Blackpool                     | 12 gennaio 1907 |
| 28             | Burton United        | 0-0       | New Brompton                  | 12 gennaio 1907 |
| Ripetizione    | New Brompton         | 0-0       | Burton United                 | 16 gennaio 1907 |
| Ripetizione    | New Brompton         | 2-0       | Burton United                 | 21 gennaio 1907 |
| 29             | Norwich City         | 3-1       | Hastings & St Leonards United | 12 gennaio 1907 |
| 30             | Bradford City        | 2-0       | Reading                       | 12 gennaio 1907 |
| 31             | Millwall             | 2-0       | Plymouth Argyle               | 12 gennaio 1907 |
| 32             | Oldham Athletic      | 5-0       | Kidderminster Harriers        | 12 gennaio 1907 |

## Secondo turno
| Numero partita | Squadra locale       | Punteggio | Squadra ospite      | Data             |
| -------------- | -------------------- | --------- | ------------------- | ---------------- |
| 1              | Bury                 | 1-0       | New Brompton        | 2 febbraio 1907  |
| 2              | Southampton          | 1-1       | Sheffield Wednesday | 2 febbraio 1907  |
| Ripetizione    | Sheffield Wednesday  | 3-1       | Southampton         | 7 febbraio 1907  |
| 3              | Blackburn            | 1-1       | Tottenham Hotspur   | 2 febbraio 1907  |
| Ripetizione    | Tottenham Hotspur    | 1-1       | Blackburn           | 7 febbraio 1907  |
| Ripetizione    | Tottenham Hotspur    | 2-1       | Blackburn           | 11 febbraio 1907 |
| 4              | Bolton Wanderers     | 2-0       | Aston Villa         | 2 febbraio 1907  |
| 5              | West Bromwich Albion | 1-0       | Norwich City        | 2 febbraio 1907  |
| 6              | Derby County         | 1-0       | Lincoln City        | 2 febbraio 1907  |
| 7              | Burslem Port Vale    | 2-2       | Notts County        | 2 febbraio 1907  |
| Ripetizione    | Notts County         | 5-0       | Burslem Port Vale   | 6 febbraio 1907  |
| 8              | Luton Town           | 0-0       | Sunderland          | 2 febbraio 1907  |
| Ripetizione    | Sunderland           | 1-0       | Luton Town          | 6 febbraio 1907  |
| 9              | Woolwich Arsenal     | 2-1       | Bristol City        | 2 febbraio 1907  |
| 10             | Fulham               | 0-0       | Crystal Palace      | 2 febbraio 1907  |
| Ripetizione    | Crystal Palace       | 1-0       | Fulham              | 6 febbraio 1907  |
| 11             | Barnsley             | 1-0       | Portsmouth          | 2 febbraio 1907  |
| 12             | Brentford            | 1-0       | Middlesbrough       | 2 febbraio 1907  |
| 13             | Bristol Rovers       | 3-0       | Millwall            | 2 febbraio 1907  |
| 14             | West Ham United      | 1-2       | Everton             | 2 febbraio 1907  |
| 15             | Bradford City        | 1-0       | Accrington Stanley  | 2 febbraio 1907  |
| 16             | Oldham Athletic      | 0-1       | Liverpool           | 2 febbraio 1907  |

## Terzo turno
| Numero partita | Squadra locale       | Punteggio | Squadra ospite      | Data             |
| -------------- | -------------------- | --------- | ------------------- | ---------------- |
| 1              | Liverpool            | 1-0       | Bradford City       | 23 febbraio 1907 |
| 2              | Notts County         | 4-0       | Tottenham Hotspur   | 23 febbraio 1907 |
| 3              | Sheffield Wednesday  | 0-0       | Sunderland          | 23 febbraio 1907 |
| Ripetizione    | Sunderland           | 0-1       | Sheffield Wednesday | 27 febbraio 1907 |
| 4              | West Bromwich Albion | 2-0       | Derby County        | 23 febbraio 1907 |
| 5              | Everton              | 0-0       | Bolton Wanderers    | 23 febbraio 1907 |
| Ripetizione    | Bolton Wanderers     | 0-3       | Everton             | 27 febbraio 1907 |
| 6              | Woolwich Arsenal     | 1-0       | Bristol Rovers      | 23 febbraio 1907 |
| 7              | Barnsley             | 1-0       | Bury                | 23 febbraio 1907 |
| 8              | Crystal Palace       | 1-1       | Brentford           | 23 febbraio 1907 |
| Ripetizione    | Brentford            | 0-1       | Crystal Palace      | 27 febbraio 1907 |

## Quarto turno
| Numero partita | Squadra locale       | Punteggio | Squadra ospite   | Data          |
| -------------- | -------------------- | --------- | ---------------- | ------------- |
| 1              | Sheffield Wednesday  | 1-0       | Liverpool        | 9 marzo 1907  |
| 2              | West Bromwich Albion | 3-1       | Notts County     | 9 marzo 1907  |
| 3              | Barnsley             | 1-2       | Woolwich Arsenal | 9 marzo 1907  |
| 4              | Crystal Palace       | 1-1       | Everton          | 9 marzo 1907  |
| Ripetizione    | Everton              | 4-0       | Crystal Palace   | 13 marzo 1907 |

## Semifinali
| Birmingham 23 marzo 1907, ore 15:00 | Sheffield Weds | 3 – 1 | Woolwich Arsenal | St Andrew's |

| Bolton 23 marzo 1907, ore 15:00 | Everton | 2 – 1 | West Bromwich | Burnden Park |

## Finale
| Arbitro: | N. Whittaker |

|                                               |           |                |
| James "Tadger" Stewart 20’ George Simpson 86’ | Marcatori | 45’ Jack Sharp |

| Sheffield Wednesday | Everton |